# Finlandia na Zimowych Igrzyskach Olimpijskich 1928
Finlandię na Zimowych Igrzyskach Olimpijskich 1928 reprezentowało 18 zawodników: 17 mężczyzn i jedna kobieta. Był to drugi start reprezentacji Finlandii na zimowych igrzyskach olimpijskich.

## Zdobyte medale
| Medal  | Zawodnik        | Dyscyplina          | Konkurencja               | Rezultat    |
| ------ | --------------- | ------------------- | ------------------------- | ----------- |
| Złoto  | Clas Thunberg   | Łyżwiarstwo szybkie | wyścig na 500 m mężczyzn  | 43,4 s      |
| Złoto  | Clas Thunberg   | Łyżwiarstwo szybkie | wyścig na 1500 m mężczyzn | 2:21,10 min |
| Srebro | Julius Skutnabb | Łyżwiarstwo szybkie | wyścig na 5000 m mężczyzn | 8:59,10 min |
| Brąz   | Jaakko Friman   | Łyżwiarstwo szybkie | wyścig na 500 m mężczyzn  | 43,6 s      |

## Skład kadry

### Biegi narciarskie
Mężczyźni
| Konkurencja   | Zawodnik           | czas               | Pozycja            |
| ------------- | ------------------ | ------------------ | ------------------ |
| Bieg na 18 km | Veli Saarinen      | 1:40:57,0          | 4.                 |
| Bieg na 18 km | Martti Lappalainen | 1:41:59,0          | 7.                 |
| Bieg na 18 km | Ville Mattila      | 1:44:37,0          | 10.                |
| Bieg na 18 km | Einar Mässeli      | 1:47:55,0          | 13.                |
| Bieg na 50 km | Tauno Lappalainen  | 5:18:33,0          | 6.                 |
| Bieg na 50 km | Martti Lappalainen | 5:30:09,0          | 9.                 |
| Bieg na 50 km | Matti Raivio       | Nie ukończył biegu | Nie ukończył biegu |
| Bieg na 50 km | Adiel Paananen     | Nie ukończył biegu | Nie ukończył biegu |

### Kombinacja norweska
Mężczyźni
| Zawodnik      | Konkurencja   | Skoki narciarskie | Skoki narciarskie | Skoki narciarskie | Skoki narciarskie | Bieg narciarski | Bieg narciarski | Bieg narciarski | Łącznie | Pozycja |
| Zawodnik      | Konkurencja   | Skok 1            | Skok 2            | Punkty            | Pozycja           | Czas biegu      | Pozycja         | Punkty          | Łącznie | Pozycja |
| ------------- | ------------- | ----------------- | ----------------- | ----------------- | ----------------- | --------------- | --------------- | --------------- | ------- | ------- |
| Paavo Nuotio  | Indywidualnie | 52,5              | 52,5              | 15,729            | 7.                | 1:48:46,0       | 4.              | 14,125          | 14,927  | 4.      |
| Esko Järvinen | Indywidualnie | 46,0              | 48,0              | 14,246            | 16.               | 1:46:33,0       | 3.              | 15,375          | 14,810  | 5.      |

### Łyżwiarstwo figurowe
| Zawodnik                            | Konkurencja   | Nota | Pozycja |
| ----------------------------------- | ------------- | ---- | ------- |
| Marcus Nikkanen                     | Soliści       | 46   | 6.      |
| Ludowika Jakobsson Walter Jakobsson | Pary sportowe | 51   | 5.      |

### Łyżwiarstwo szybkie
Mężczyźni
| Zawodnik        | Konkurencje   | Konkurencje   | Konkurencje        | Konkurencje        | Konkurencje    | Konkurencje    | Konkurencje          | Konkurencje          |
| Zawodnik        | Bieg na 500 m | Bieg na 500 m | Bieg na 1500 m     | Bieg na 1500 m     | Bieg na 5000 m | Bieg na 5000 m | Bieg na 10 000 m     | Bieg na 10 000 m     |
| Zawodnik        | Czas          | Miejsce       | czas               | Miejsce            | Czas           | Miejsce        | Czas                 | Miejsce              |
| --------------- | ------------- | ------------- | ------------------ | ------------------ | -------------- | -------------- | -------------------- | -------------------- |
| Clas Thunberg   | 43,4          | złoto         | 2:21,10            | złoto              | 9:11,80        | 12.            |                      |                      |
| Jaakko Friman   | 43,6          | brąz          |                    |                    |                |                |                      |                      |
| Julius Skutnabb |               |               |                    |                    | 8:59,10        | srebro         |                      |                      |
| Bertel Backmann | 44,4          | 8.            | Nie ukończył biegu | Nie ukończył biegu | 9:14,0         | 13.            |                      |                      |
| Toivo Ovaska    | 45,2          | 11.           | 2:29,30            | 15.                |                |                |                      |                      |
| Ossi Blomqvist  |               |               |                    |                    | 9:09,90        | 10.            | Nie ukończył wyścigu | Nie ukończył wyścigu |

### Skoki narciarskie
Mężczyźni
| Skoczek       | Skok 1 (odległość) | Skok 2 (odległość) | Nota   | Pozycja |
| ------------- | ------------------ | ------------------ | ------ | ------- |
| Paavo Nuotio  | 50,0               | 56,0               | 15,833 | 12.     |
| Esko Järvinen | 45,0               | 47,5               | 13,917 | 22.     |